# Futsal Pistoia
L'Associazione Sportiva Dilettantistica Futsal Pistoia è stata la principale squadra di calcio a 5 di Pistoia. Fondata nel 1991 come Misericordia Calcio a 5, nell'estate 2011 assume la corrente denominazione.
La società è stata sciolta nell'estate del 2024 

## Storia
Nella primavera del 1991 viene costituita la prima squadra pistoiese in FIGC col nome di Misericordia Calcio a 5 e gli inizi furono indubbiamente non privi di difficoltà tra cui la mancanza di adeguati spazi al chiuso tanto che inizialmente la squadra dovette andare a giocare a Prato. Nell'estate del 1994 la squadra si trasferisce alla Palestra di Casalguidi e i primi risultati positivi giungono nella stagione 1995/1996 quando la compagine pistoiese vince il campionato salendo di categoria dalla C2 alla C1 e nella stagione successiva viene raggiunto l'obiettivo della salvezza ed inoltre venendo creato un nuovo campionato intermedio chiamato B2 la squadra sarà ammessa a tale categoria.
Nella stagione 1997/1998 gli arancioni conquistano una nuova salvezza vincendo lo spareggio contro l'EasyBazar al termine dei calci di rigore ma da quel momento inizierà un forte declino nelle due stagioni successive con due retrocessioni consecutive e addirittura sessanta sconfitta di fila.
Nella stagione 2000/2001 la Misericordia C5 rinuncia al torneo di Serie D per disputare la Terza Categoria del Calcio a 11 comunque nell'annata successiva la squadra si ripresenta nuovamente ai blocchi di partenza ed ottiene immediatamente la promozione in Serie C2 seppur mediante ripescaggio mentre nella stagione successiva viene mantenuta la nuova categoria grazie alla vittoria nel derby-spareggio contro il Montalbano.
Nel campionato di Serie C2 2003/2004 la squadra arancione arriva davvero ad un passo dalla Serie C1 che viene però conquistata da l'Oasi di Monsummano ma finalmente nella stagione 2006/2007 la Misericordia C5 vince il campionato di Serie C2 Girone A e viene promossa in Serie C1 dove nella prima annata conquista la salvezza in modo diretto evitando i playout per 3 punti.
Nella stagione 2008/2009 la formazione pistoiese migliora il proprio rendimento conquistando un buon settimo posto mentre in quella successiva viene ottenuta una salvezza molto sofferta ai play-out contro la Futsal Fiorentina grazie ad un pareggio per 2-2 a Firenze ed un successo per 5-4 a Pistoia, dopo aver ottenuto la permanenza in Serie C1 in estate viene costruita una squadra importante per provare a conquistare la vittoria in campionato, l'obiettivo verrà centrato con la squadra che vince con 10 punti di vantaggio sulla seconda e si assicura per la stagione 2011/2012 la possibilità di disputare un campionato nazionale.
Nell'estate 2011 la squadra cambia denominazione passando da Misericordia C5 a Futsal Pistoia, inoltre varia anche il campo di gioco che torna ad essere la Palestra Comunale di Casalguidi e non più la Palestra Fedi, tuttavia questa prima volta in Serie B non è fortunata infatti gli arancioni non vanno oltre il terz'ultimo posto e quindi arriva la retrocessione comunque rimane da ricordare lo storico successo alla seconda giornata per 7-6 contro il Prato nel derby, tuttavia in estate la formazione pistoiese viene ripescata e quindi anche nella stagione 2012/2013 la squadra militerà in Serie B.
Nuova stagione in Serie B che vede il Futsal Pistoia senza sudamericani, oltretutto viene anche cambiato il regolamento con le retrocessioni che da quattro diventano una con l'abolizione dei playout e questa volta la squadra riesce a conquistare la salvezza sul campo mettendosi dietro le neopromosse Futsal Terranuovese e Futsal Sangiovannese.
Nella stagione 2013/2014 la squadra arancione chiude al nono posto nel girone A di Serie B dopo essere stata a lungo in lotta per i playoff ed aver mancato di un soffio la qualificazione alla Coppa.
Nella stagione 2017/2018 la squadra pistoiese chiude il campionato come capolista della serie B e conquista la storica promozione nel campionato di Serie A2 nazionale della Divisione Calcio a 5. Il main sponsor, che dà anche nome alla squadra, è CS Gisinti di Gisinti Paolo e anche per la stagione 2018/2019 la squadra disputa le gare casalinghe al PalaTerme di Montecatini.
La promozione nella massima Serie risale alla stagione 2021/22 quando era conosciuta con il marchio Gisinti per motivi di sponsorizzazione.
Nella stagione 2022/23 disputa la sua prima Stagione in Serie A con il marchio NuovaComauto, stagione che termina al 15º posto (23 punti) e con la retrocessione in Serie A2 Élite.

## Cronistoria
| Cronistoria del Futsal Pistoia |
| --- |
| - 1991 · Fondazione del Misericordia C5 - 1991-92 · ? - 1992-93 · ? - 1993-94 · ? - 1994-95 · ? - 1995-96 · 1ª nel girone A di Serie C2. Promossa in Serie C1. - 1996-97 · Disputa il campionato di Serie C1. Ammessa in Serie B2. - 1997-98 · Disputa il campionato di Serie B2. Vince i play-out. - 1998-99 · Disputa il campionato di Serie B2. Retrocessa in Serie C1. - 1999-00 · Disputa il campionato di Serie C1. Retrocessa in Serie C2. - 2000-01 · Attiva nel calcio a 11. - 2001-02 · Disputa il campionato di Serie D. Ripescata in Serie C2. - 2002-03 · Disputa il girone A di Serie C2. - 2003-04 · Disputa il girone A di Serie C2. - 2004-05 · Disputa il girone A di Serie C2. - 2005-06 · Disputa il girone A di Serie C2. - 2006-07 · 1ª nel girone A di Serie C2. Promossa in Serie C1. - 2007-08 · 12ª in Serie C1. Semifinalista di Coppa Italia regionale. - 2008-09 · 7ª in Serie C1. 3ª fase di Coppa Italia regionale. - 2009-10 · 14ª in Serie C1. Vince i play-out. Quarti di finale di Coppa Italia regionale. - 2010-11 · 1ª in serie C1. Promossa in Serie B. 2ª fase di Coppa Italia regionale. - 2011 · Assume la denominazione Futsal Pistoia. - 2011-12 · 12ª nel girone C di Serie B. Retrocessa in Serie C1, viene ripescata. - 2012-13 · 10ª nel girone A di Serie B. - 2013-14 · 9ª nel girone A di Serie B. - 2014-15 · 8ª nel girone A di Serie B. - 2015-16 · 6ª nel girone B di Serie B. Ottavi di finale di Coppa Italia di Serie B. - 2016-17 · 6ª nel girone C di Serie B. - 2017-18 · 1ª nel girone C di Serie B. Promossa in Serie A2. 1º turno di Coppa Italia di Serie B. 3º turno di Coppa della Divisione. - 2018-19 · 7ª nel girone B di Serie A2. 1º turno di Coppa Italia di Serie A2. 3º turno di Coppa della Divisione. - 2019-20 · 9ª nel girone A di Serie A2. 2º turno di Coppa della Divisione. - 2020-21 · 6ª nel girone C di Serie A2. - 2021-22 · 1ª nel girone B di Serie A2. Promossa in Serie A. Vince lo spareggio promozione. Finalista nello spareggio per il titolo di categoria. Semifinalista di Coppa Italia di Serie A2. - 2022-23 · in Serie A. Quindicesima classificata. Retrocessa in Serie A2 Élite. 1º turno di Coppa Italia. Sedicesimi di finale di Coppa della Divisione. - 2023-2024 in Serie A2 Élite (girone A) |

## Organico

### Rosa
| N° | Naz.               | Ruolo | Sportivo               | Anno       |  |  |
| -- | ------------------ | ----- | ---------------------- | ---------- |  |  |
| 1  | Brasile (bandiera) | POR   | Miguel Weber           | 29.09.1983 |  |  |
| 3  | Italia (bandiera)  | LAT   | Sebastian Vasile       | 25.07.1986 |  |  |
| 4  | Italia (bandiera)  | LAT   | Nicola Degan           | 13.05.2000 |  |  |
| 6  | Spagna (bandiera)  | UNI   | Marc Galindo           | 27.08.1995 |  |  |
| 7  | Italia (bandiera)  | LAT   | Riccardo Berti Lorenzi | 30.10.1992 |  |  |
| 8  | Spagna (bandiera)  | PIV   | Javi Roni              | 06.01.2001 |  |  |
| 9  | Italia (bandiera)  | PIV   | Tommaso Melani         | 23.05.2000 |  |  |
| 10 | Italia (bandiera)  | UNI   | Marco Belloni          | 09.11.1988 |  |  |
| 11 | Brasile (bandiera) | LAT   | Bebetinho              | 10.12.1986 |  |  |
| 14 | Brasile (bandiera) | LAT   | Guina                  | 11.06.1985 |  |  |
| 19 | Italia (bandiera)  | LAT   | Jacopo Ugas            | 01.09.1996 |  |  |
| 20 | Italia (bandiera)  | LAT   | Jacopo Palermini       | 06.10.2004 |  |  |
| 21 | Italia (bandiera)  | LAT   | Leonardo Signore       | 02.11.1998 |  |  |
| 24 | Italia (bandiera)  | LAT   | Decio Restaino         | 22.08.1994 |  |  |
| 27 | Brasile (bandiera) | DIF   | Murilo Rodrigues Miani | 05.09.1988 |  |  |

### Staff tecnico
- Emanuele Fratini - Allenatore
- Claudio Fiori - Preparatore dei portieri
- Luca Santalmasi - Massaggiatore